# Trận Kilinochchi (2008–2009)
Trận Kilinochchi là một trận đánh cho thị trấn Kilinochchi, thủ đô của Những con Hổ giải phóng Tamil. Trận đánh diễn ra giữa tháng 11 năm 2008 và tháng 1 năm 2009 là một phần của trận công kích miền bắc 2008 khi quân đội Sri Lanka đánh vào nơi chủ chốt của Hổ Tamil. Ngày 2 tháng 1 năm 2009 quân đội Sri Lanka tuyên bố đã kiểm soát thị trấn và Hổ Tamil rút vị trí vào rừng rậm xung quanh.
Hổ Tamil chiếm thị trấn lần đầu năm 1990. Quân Sri Lanka sau đó chiếm được trong các chiến dịch Sathjaya I, II, và III vào tháng 9 năm 1996. Hổ Tamil sau đó chiếm lại thị trấn vào tháng 9 năm 1998, trong Chiến dịch Sóng Không Ngừng II; và nó trở thành thủ đô của Hổ Tamil đến 2 tháng 1 năm 2009. Quả thực, văn phòng chủ chốt của Hổ Tamil tọa lạc tại đó, cùng với sở chỉ huy của Lực lượng Cảnh sát Eelam Tamil.
Lực lượng Hổ Tamil đã khởi sự cuộc chiến từ năm 1972 để đòi hỏi việc thành lập một quốc gia độc lập cho người thiểu số Tamil trong quốc gia gồm đa số là người Tích Lan. Giới hữu trách đã hứa hẹn rằng họ sẽ tiêu diệt phiến quân và chấm dứt cuộc chiến đòi ly khai kéo dài đã 25 năm nay của thành phần người thiểu số Tamil. Có hơn 70,000 người đã bị giết trong cuộc nội chiến này. Cuộc ngưng bắn khởi sự năm 2002 đã sụp đổ khi các cuộc giao tranh bộc phát năm 2005, và quân đội chính phủ đã tiến sâu vào khu vực do phiến quân chiếm đóng ở phía Bắc trong những tháng cuối năm 2008.
Vào tháng 1 năm 2008, quân đội chính phủ Sri Lanka đã tuyên bố rút khỏi cuộc ngưng bắn ký kết năm 2002 do chính phủ Na Uy làm trung gian.

## Nguyên do
Phiến quân Hổ Tamil khởi sự cuộc chiến năm 1983 để thành lập một quốc gia độc lập cho người thiểu số Tamil, sau nhiều năm bị người đa số gốc Sinhalese bạc đãi. Cho đến đầu năm 2009, cuộc chiến làm thiệt mạng hơn 70.000 người. Hàng trăm ngàn thường dân sinh sống tại quận Kilinochchi và các khu vực khác do phiến quân kiểm soát chung quanh chạy trốn vào rừng, trước khi quân chính phủ khởi sự tấn công nơi này.

## Quân chính phủ tấn công thủ đô Hổ Tamil
Ngày 23 tháng 11 năm 2009, trực thăng võ trang của quân đội chính phủ đã tấn công các vị trí Hổ Tamil ở vùng Bắc Sri Lanka trong khi giao tranh nổ lớn dọc theo một quốc lộ trọng yếu dẫn đến thủ đô của phiến quân.
Các trực thăng võ trang đã được huy động để xạ kích các công sự chiến đấu dọc theo tuyến phòng thủ phía Tây của thành phố Kilinochchi, nơi được coi là thủ đô của phiến quân Hổ Tamil, theo nguồn tin chính phủ.
"Các sư đoàn tham chiến của quân đội Sri Lanka đang tiến về phía Kilinochchi từ ba hướng," theo tin từ Bộ Quốc phòng. "Đang có các cuộc giao tranh dữ dội tại chiến trường."
Một mũi dùi đang từ phía Nam tiến về thành phố Kilinochchi và có các cuộc giao tranh kịch liệt dọc theo quốc lộ A-9 đi ngang qua thành phố dài khoảng sáu cây số này, theo nguồn tin quân đội.
Các cuộc đụng độ khác cũng xảy ra trong khu vực Therumurikandi, nằm cách trung tâm thành phố khoảng 10 cây số về phía Nam, theo tin chính phủ, cho hay thêm là phiến quân đã đắp ụ đất bao quanh Kilinochchi để ngăn bước tiến quân đội.
"Các cuộc xạ kích của không quân đã thực hiện vào chiều ngày Thứ Bảy để hỗ trợ cho binh sĩ của sư đoàn 57 đang tiến về Kilinochchi," một viên chức Bộ Quốc phòng cho hay.
Bộ Quốc phòng Sri Lanka đã ngưng không loan báo chi tiết về tổn thất của phía chính phủ nhưng cho hay đang có giao tranh lớn ở phía Bắc đảo quốc này và cuộc hành quân đang gặp sự kháng cự mãnh liệt của phiến quân. Chính phủ Sri Lanka đã hứa hẹn sẽ chiếm đóng thủ đô của Hổ Tamil và tiêu diệt lực lượng nổi dậy này.

## Phiến quân Hổ Tamil rút khỏi cứ địa phía Bắc
Các đơn vị phiến quân Hổ Tamil đã khởi sự rút khỏi thành phố Kilinochchi ngày thứ Tư, 26 tháng 11 và phía chính phủ dự trù sẽ chiếm được nơi được coi là thủ đô của Hổ Tamil trong thời gian ngắn sắp tới.
Việc Kilinochchi thất thủ sẽ là một đòn nặng cho lực lượng nổi dậy này, vốn đã có lúc kiểm soát một vùng lãnh thổ rộng lớn coi là quốc gia riêng của mình ở phía Bắc Sri Lanka nhưng đã bị buộc phải nhanh chóng triệt thoái trước cuộc hành quân tái chiếm của quân đội chính phủ.
Dù không có giá trị quân sự, và phía phiến quân chắc chắn sẽ tiếp tục chiến đấu sau khi mất nơi này, đây được coi là một trong những biểu tượng quan trọng trong cuộc chiến kéo dài từ nhiều thập niên qua của người thiểu số Tamil nhằm thành lập một quốc gia độc lập ở phía Bắc và Đông của đảo quốc trong vùng Ấn Độ Dương này.
Phía phiến quân Hổ Tamil dùng Kilinochchi làm trung tâm sinh hoạt chính trị, đặt trụ sở cảnh sát và tư pháp cũng như nơi hội họp. Nơi đây từng là chỗ viếng thăm của nhiều giới chức ngoại quốc. Tuy nhiên, sau khi thỏa thuận ngưng bắn 2002 sụp đổ, giao tranh đã tái diễn ba năm trước đây và chính phủ Sri Lanka chính thức rút ra khỏi thỏa thuận hồi Tháng Giêng năm 2008.
Phát ngôn viên Bộ Quốc phòng, Keheliya Rambukwella, nói quân chính phủ đang ở ngay bìa thành phố Kilinochchi sau nhiều ngày chiến đấu và phiến quân có vẻ đang rời bỏ các vị trí chiến đấu của họ. "Chúng đang rút lui, chúng đang từ bỏ vị trí bố phòng, thành phố này thất thủ tới nơi," theo lời ông Rambukwella, người cũng là một bộ trưởng trong chính phủ.
Tổng thống Mahinda Rajapaksa sẽ có lời loan báo đặc biệt khi thành phố này lọt vào tay quân đội chính phủ. 

## Quân Sri Lanka tái chiếm nửa đường quốc lộ dẫn vào cứ địa phiến quân
Quân đội chính phủ Sri Lanka đã chiếm được một làng do phiến quân kiểm soát hôm Thứ Bảy ngày 6 tháng 12, coi như kiểm soát được nửa đoạn đường quốc lộ dẫn vào Kilinochchi.
Phát ngôn viên quân sự, Chuẩn tướng Udaya Nanayakkara, nói rằng các binh sĩ chính phủ nay đã kiểm soát được làng Kanagarayankulam, bắt tay được với các đơn vị quanh đó và đưa đoạn đường dài quốc lộ dài khoảng 48 cây số vào sự kiểm soát của chính phủ.
Những vẫn còn khoảng 48 cây số đường khác vẫn do phiến quân kiểm soát. Con đường nối phía Bắc của bán đảo Jaffna đến phần còn lại của cả nước đã bị phiến quân kiểm soát trong vòng 10 năm qua, và chỉ trừ vài năm có cuộc ngưng bắn, đã bị đóng không cho dân chúng sử dụng.
Tướng Nanayakkara không tiết lộ tổn thất đôi bên trong cuộc giao tranh. Trong khi đó, các phi cơ không quân chính phủ đã oanh tạc hai vị trí phiến quân trong khu vực phía Bắc, nơi quân đội đang tìm cách chiếm đóng Kilinochchi. Các phản lực oanh tạc cơ đã thả bom vào một căn cứ địch cũng như một vị trí đặt súng cối ở vùng Parathan, nằm cách bộ tư lệnh địch chừng bốn cây số về hướng Bắc. Các phi công đã xác nhận cuộc oanh tạc thành công.
Phía quân đội chính phủ đã gia tăng các cuộc tấn công vào mục tiêu ở phía Bắc trong những tuần lễ đầu tháng 12 hầu làm suy yếu sức kháng cự trong nỗ lực tái chiếm Kilinochchi.
Quân đội chính phủ đã tiến sâu vào lãnh thổ của địch và chiếm được nhiều căn cứ và thị trấn nhưng các cuộc giao tranh dữ dội quanh Kilinochchi vẫn còn tiếp diễn.

## Quân chính phủ tăng cường độ không tập, chuẩn bị chiếm thủ đô Hổ Tamil
Quân đội Sri Lanka đã tăng cường các cuộc không tập nhắm vào vị trí phiến quân trong khi bộ binh chuẩn bị để tiến chiếm thủ đô của phiến quân Hổ Tamil, hôm Chủ Nhật 14 tháng 12. Các phi cơ không quân đã thực hiện tám phi vụ thả bom nhắm vào các vị trí của Hổ Tamil tại Kilinochchi hôm Thứ Bảy 13 tháng 12. Thành phần khủng bố Hổ Tamil đã gặp nhiều tổn thất nặng nề trong một loạt các cuộc thả bom của không quân Sri Lanka nhắm vào các vị trí phòng thủ quanh Kilinochchi. Một nữ chỉ huy cao cấp của Hổ Tamil cũng thiệt mạng trong các vụ oanh tạc.
Sau đó chưa có lời bình luận gì từ phía Hổ Tamil, vốn cho hay sẽ chống giữ tới cùng thị trấn Kilinochchi. Tuần trước, các giới chức quân sự cho hay họ đã tiến rất sát Kilinochchi nhưng sự chống trả mạnh mẽ của phiến quân và các trận mưa lớn đã làm chậm sức tiến của quân đội. Hôm Thứ Sáu 12 tháng 12, các đơn vị quân đội đã chiếm được Terumarikandi, cách Kilinochchi chừng tám cấy số về phía nam.

## Giao tranh dữ dội gần Kilinochchi
Giao tranh dữ dội trong vùng Bắc Sri Lanka hôm Thứ Ba ngày 16 tháng 12 làm ít nhất 25 binh sĩ chính phủ và 120 phiến quân Hổ Tamil thiệt mạng trong các cuộc chạm súng quanh thủ đô của Hổ Tamil, theo một phát ngôn viên quân sự chính phủ.
Các đơn vị quân đội Sri Lanka đã đồng loạt mở cuộc tấn công nhắm vào các cứ điểm phòng thủ của phiến quân quanh thành phố Kilinochchi cũng như trong vùng bán đảo Jaffna, theo lời phát ngôn viên quân sự Udaya Nanayakkara. Trong bản thông cáo hiếm thấy liên quan đến tổn thất đôi bên, ông cho hay có khoảng 160 binh sĩ chính phủ và khoảng 250 phiến quân đã bị thương.
Bộ Quốc phòng Sri Lanka hồi tháng 10 năm 2008 đã quyết định sẽ không công bố số tổng thất mỗi ngày, nói rằng điều này sẽ ảnh hưởng đến các hoạt động quân sự. Ông Nanayakkara nói rằng quân chính phủ đang củng cố các vị trí đã chiếm được từ phía Hổ Tamil, vốn có sự kháng cự mãnh liệt trước sức tấn công nhắm vào Kilinochchi.
Không có lời bình luận gì từ phía Hổ Tamil, nhưng một trang web có liên hệ mật thiết với phiến quân nói rằng ít nhất 40 binh sĩ chính phủ đã thiệt mạng và 120 người khác bị thương chỉ riêng trong các trận giao tranh trên bán đảo Jaffna. Trang web này cho biết trận chiến kéo dài đến 9 giờ đồng hồ. Hổ Tamil đã đẩy lui cuộc tấn công của quân chính phủ tại Jaffna nhưng không đề cập gì đến giao tranh ở vùng Kilinochchi.
Binh sĩ chính phủ đã chiếm được làng Ampakamam nằm về phía Đông Nam, của Kilinochchi từ tay phiến quân hôm Thứ Hai 15 tháng 12 cũng như một con đường dẫn đến căn cứ của địch ở Mullaittivu hôm Thứ Ba 16 tháng 12.
Lúc này, chính phủ của Tổng thống Mahinda Rajapakse đã cho hay sắp chiếm được thủ đô phiến quân từ mấy tháng nhưng chưa thành công vì gặp sự kháng cự mạnh mẽ và cũng vì mùa mưa đã khởi sự, gây cản trở cho cuộc hành quân. 

## Các cuộc đụng độ sau
Quân đội chính phủ Sri Lanka đẩy lui một cuộc phản quân của Hổ Tamil ở khu vực phía bắc, giết chết ít nhất 18 phiến quân, hôm Thứ Năm ngày 25 tháng 12. Lực lượng Hổ Tamil đã mở cuộc phản công bên ngoài thủ đô đang bị bao vây của họ ở thành phố Kilinochchi hôm Thứ Tư 24 tháng 12.
"Các binh sĩ chính phủ trong vị trí phòng thủ chặt chẽ đã giao tranh với địch quân bằng xe thiết giáp, trọng pháo và hỏa lực bộ binh gây ra các thiệt hại nặng nề," theo bản tin của Bộ Quốc phòng Sri Lanka. Nguồn tin này nói rằng có 18 phiến quân bị giết và 34 người khác bị thương nhưng không cho biết chi tiết tổn thất về phía quân đội chính phủ.
Một trang web có liên hệ mật thiết với Hổ Tamil, Tamilnet.com, cho hay đã có giao tranh dữ dội trong vùng nhưng không cho biết thêm chi tiết nào khác. Phía Hổ Tamil hôm Thứ Hai 22 tháng 12 nói rằng họ đã giết hơn 100 binh sĩ và đã chiếm lại các khu vực lãnh thổ bị quân đội chính phủ chiếm đóng.
Cả hai bên vẫn thường thổi phồng tổn thất gây ra cho phía địch quân và việc kiểm chứng độc lập coi như không thể nào thực hiện được vì các phóng viên và nhân viên cứu trợ không được phép vào vùng giao tranh.

## Giao tranh sát Kilinochchi
Các phi cơ Sri Lanka đã mở các cuộc oanh tạc nhắm vào các vị trí bố phòng của Hổ Tamil trong khu vực phía Bắc đảo quốc này hôm Thứ Bảy ngày 27 tháng 12 trong khi lực lượng bộ binh củng cố các vị trí mới chiếm được. Các phi cơ phản lực đã mở ra một số phi vụ trong lãnh thổ do Hổ Tamil kiểm soát, thả bom một khu tập trung và một xưởng đóng tàu, theo một viên chức quân đội.
Viên chức này nói rằng chưa có các báo cáo chi tiết về số thương vong nhưng các nguồn tin tình báo cho biết dựa theo tin tức nghe được trên máy truyền tin, phía phiến quân đã bị tổn thất nặng nề. Cuộc oanh tạc diễn ra một ngày sau khi có các cuộc giao tranh dữ dội của lực lượng bộ binh ở về phía Bắc đảo, quanh thị trấn Kilinochchi.
"Tiếp theo các cuộc giao tranh từ sáng đến tối với phiến quân, lực lượng chính phủ đã mở rộng hệ thống phòng thủ về phía Nam của Adampan," phía chính phủ cho hay, đề cập đến một thị trấn nằm về phía Tây của Kilinochchi. Killinochchi và Mullaittivu là hai thị trấn lớn duy nhất lúc đó vẫn do phía phiến quân kiểm soát.

## Quân đội Sri Lanka chiếm thủ đô phiến quân
Quân đội chính phủ chiếm đóng Kilinochchi hôm Thứ Sáu 2 tháng 1 năm 2009 giáng một đòn nặng cho phiến quân trong cuộc chiến đòi thành lập quốc gia tự trị.
Tuy nhiên, trong một chỉ dấu cho thấy phiến quân vẫn còn có khả năng tấn công, một tên khủng bố tự sát của Hổ Tamil đã cho nổ chiếc xe gắn máy chở bom gần bộ chỉ huy không quân ngay giữa thủ đô Colombo trong giờ tan sở buổi trưa, làm thiệt mạng ba binh sĩ và làm bị thương 37 người khác.
Tổng thống Mahinda Rajapaksa, người đã bày tỏ sự quyết tâm tiêu diệt phiến quân, loan báo việc thành phố Kilinochchi thất thủ trong một bài diễn văn được trực tiếp truyền hình trên cả nước.
"Các binh sĩ can đảm và anh dũng của chúng ta đã hoàn toàn chiếm đóng Kilinochchi, nơi được coi là cứ địa chính yếu của Hổ Tamil," ông cho hay, trong lúc các bộ trưởng chính phủ vỗ tay hoan hô nhiệt liệt. "Thêm một lần nữa, tôi kêu gọi Hổ Tamil hãy buông súng đầu hàng." Sự vui mừng đã bùng ra khắp thủ đô Colombo, dân chúng đổ xô ra đường, nhảy múa, phất cờ Sri Lanka và đốt pháo.
"Chúng tôi kêu gọi chính phủ hãy hoàn toàn tiêu diệt thành phần khủng bố Hổ Tamil đã tàn phá quốc gia này," theo lời một doanh gia Sudath Walakumbura. Phát ngôn viên của phía phiến quân đã không thấy lên tiếng về việc này.

## Ảnh hưởng
Tuy nhiên chỉ gần một giờ sau bài diễn văn của Tổng thống Rajapaksa, một tên khủng bố tự sát đã cho nổ quả bom gần bộ tư lệnh không quân làm ba binh sĩ không quân thiệt mạng và 37 người khác bị thương, trong số có 16 binh sĩ. Hổ Tamil đã gây ra nhiều vụ nổ bom và tấn công tự sát và bị Liên Hiệp Âu Châu đưa vào danh sách thành phần khủng bố.
Việc Kilinochchi thất thủ là một đòn nặng cho ước mơ thành lập quốc gia của người thiểu số Tamil ở vùng Đông Bắc Sri Lanka sau nhiều năm bị sự bạc đãi của chính quyền sắc dân đa số Tích Lan. Trong thập niên 2000, Hổ Tamil đã dùng Kilinochchi là thủ đô chính trị và quân sự của họ, thiết lập lực lượng cảnh sát, tòa án và văn phòng thuế vụ nơi đây.

## Phản ứng
Các nhà trung gian hòa giải quốc tế đã kêu gọi có một giải pháp chính trị cho cuộc chiến, nói rằng các biện pháp quân sự không thể giải quyết được sự căng thẳng giữa thành phần thiểu số Tamil, chiếm 18% dân số và thành phần đa số Tích Lan, chiếm 74% dân số quốc gia này.
Tại Washington, phát ngôn viên Bộ Ngoại giao, ông Gordon Duquid gọi Hổ Tamil là "một trong những tổ chức khủng bố tàn bạo nhất," nhưng cũng kêu gọi có sự thương thảo hòa bình để giải quyết những vấn đề chính đáng từ phía Hổ Tamil.

## Quân chính phủ mở mặt trận mới
Các chiến xa rầm rộ tiến về hướng Bắc, trực thăng võ trang bay vòng trên đầu và đạn pháo binh bắn ào ạt vào các khu rừng trong khi các đơn vị bộ binh chính phủ Sri Lanka tiếp tục cuộc hành quân nhằm chiếm đóng các cứ địa sau cùng để dứt điểm phiến quân Hổ Tamil. Hai ngày sau khi quân chính phủ chiếm Kilinochchi, các nhà báo được đưa đến viếng thăm khu vực chiếm đóng ở phía Bắc để quan sát chiến trường và những thiệt hại gây ra bởi trận chiến.
Quân đội Sri Lanka đang dùng khu vực chiến lược Paranthan Junction, một cứ điểm quan trọng chiếm được ngày 1 tháng 1 năm 2009, làm nơi xuất phát của các đơn vị tiến đánh hai vị trí quan trọng nhất còn sót lại là đèo Tượng ở phía Bắc và Mullaittivu ở phía Đông. Theo lời Thiếu tướng Jagath Dias, chỉ huy mặt trận ở Kilinochchi, "lãnh thổ do Hổ Tamil kiểm soát ngày càng thu hẹp lại và quân số của chúng cũng giảm sút. Mục tiêu chấm dứt cuộc chiến này không còn xa nữa."
Các phát ngôn viên của phía phiến quân không có lời bình luận gì, nhưng các nỗ lực trước đây nhằm tiêu diệt phiến quân đã bị thất bại. Ngày 4 tháng 1, quân đội chính phủ tiếp tục tiến sâu vào vùng phiến quân chiếm đóng và một phiến quân đã bị giết trong cuộc giao tranh mới. Từ Parathan Junction, các loạt đạn trọng pháo bắn vào vùng phiến quân được nghe thấy cứ mỗi hai phút. Chiến xa rầm rộ theo nhau tiến về hướng mặt trận.
Một đài tưởng niệm các phiến quân đã thiệt mạng ở ngay giữa đường, nay phủ đầy cờ hiệu của các đơn vị quân đội tham dự cuộc đánh chiếm nơi này. Các đơn vị lực lượng đặc biệt võ trang bằng súng cá nhân và phóng lựu chuẩn bị ra trận rong khi các phi cơ bay trên đầu. Chính phủ Sri Lanka đã cấm không cho giới báo chí đến vùng này trong một năm rưỡi qua, nhưng nay đồng ý đưa họ đến để xem các thành quả của quân đội chính phủ trong nỗ lực tái chiếm cứ địa quan trọng nhất của phiến quân.